# إعانات الإعاقة
تعتبر إعانات الإعاقة أحد أشكال المساعدة المالية أو الرعاية الاجتماعية المصممة لدعم الأفراد ذوي الإعاقة الذين لا يستطيعون العمل بسبب مرض مزمن أو مرض أو إصابة. يتم توفير إعانات الإعاقة عادة من خلال مصادر مختلفة، بما في ذلك البرامج الحكومية، أو تأمين الإعاقة الجماعي الذي يقدمه أصحاب العمل أو الجمعيات أو سياسات التأمين الخاصة التي يتم شراؤها عادة من خلال وكيل أو وسيط تأمين مرخص، أو مباشرة من شركة تأمين.
الهدف الأساسي من إعانات الإعاقة هو توفير شبكة أمان لأولئك الذين تتأثر قدرتهم على الكسب بسبب الإعاقة، وضمان حصولهم على الدعم اللازم لنفقات معيشتهم. وتعوض المزايا عن الدخل المفقود، وبالتالي تلعب دوراً حاسماً في مساعدة الأشخاص ذوي الإعاقة على الحفاظ على الاستقرار المالي ونوعية الحياة في مواجهة الظروف الصحية الصعبة.

## المملكة المتحدة
في المملكة المتحدة، يتم تغطية إعانات الإعاقة من قبل وزارة العمل والمعاشات التقاعدية. هناك العديد من الفوائد المتاحة للأشخاص من مختلف الأعمار والظروف الشخصية المختلفة

### الأطفال دون سن 16 عامًا
- يتم دفع بدل المعيشة للإعاقة للأطفال دون سن 16 عامًا الذين لديهم درجة معينة من الرعاية و / أو احتياجات التنقل. في الماضي، كان متاحًا للبالغين الذين تبلغ أعمارهم 65 عامًا أو أقل، ولكن المطالبات الخاصة ببدل الإعاقة للبالغين يتم التخلص منها تدريجيًا الآن وتحويلها إلى برنامج الحماية الشخصية.[1]

### البالغون في سن العمل (16-65 عامًا)
- يتم دفع بدل التوظيف والدعم للأشخاص غير القادرين على العمل بسبب إعاقتهم.
- يتم دفع مدفوعات الاستقلال الشخصي للأشخاص الذين لديهم درجة معينة من احتياجات الرعاية و/أو التنقل.
- يتم حاليًا طرح الائتمان الشامل، بهدف استبدال بدل دعم التوظيف، بالإضافة إلى عدد من المزايا الأخرى التي يطالب بها الأشخاص ذوو الإعاقة وغير المعاقين.[2]
- يتم دفع مكون الإعاقة من ائتمان العمل للأشخاص ذوي الإعاقة الذين يعملون 16 ساعة في الأسبوع أو أكثر، والذين يجتازون اختبار الحرمان من العمل ويطالبون بمزايا إعاقة أخرى.

### إعانات الإعاقة الصناعية
- يتم دفع بدل الحضور المستمر للأشخاص الذين يتلقون إعانة العجز بسبب الإصابات الصناعية والذين يتم تصنيفهم على أنهم معاقون بنسبة 100٪.[3]
- يتم دفع إعانة العجز بسبب الإصابات الصناعية للأشخاص الذين أصبحوا معاقين نتيجة لمرض أو إصابة ناجمة عن العمل أو أثناء إكمال التدريب المهني.[4] لكي يكون مقدم الطلب مؤهلاً، يتم تقييمه لتحديد مستوى الإعاقة التي يعاني منها، كنسبة مئوية. يجب أن يكون مقدم الطلب معاقًا بنسبة 14% على الأقل لتلقي الاستفادة.[5]
- يتم دفع بدل الدخل المخفض للأشخاص الذين يعملون ولكن دخلهم انخفض نتيجة لحادث أو مرض ناجم عن عملهم. إنه متاح فقط إذا بدأ الحادث أو المرض قبل 1 أكتوبر 1990.[6]

### مقدمي الرعاية
- يتم دفع بدل مقدم الرعاية للأشخاص الذين يعتنون بشخص يتلقى مكون الرعاية من برنامج الحماية الشخصية أو مكونات الرعاية ذات المعدل الأعلى أو المتوسط من DLA. يجب على مقدم الرعاية أن يقضي ما لا يقل عن 35 ساعة في الأسبوع في رعاية الشخص ويجب ألا يزيد دخل مقدم الرعاية عن 120 جنيهًا إسترلينيًا في الأسبوع
- يتوفر دعم الدخل للأشخاص الذين يحصلون على إعانة مقدم الرعاية والذين يعملون أقل من 16 ساعة في الأسبوع ولديهم دخل منخفض.

### المحاربون القدامى
- يتم دفع مدفوعات استقلال القوات المسلحة إلى الأعضاء السابقين في القوات المسلحة الذين أصبحوا معاقين بعد تعرضهم لإصابة أثناء وجودهم في القوات المسلحة بعد 6 أبريل 2005.
- يتم دفع معاش العجز بسبب الحرب للأشخاص الذين أصبحوا معاقين نتيجة لإصابة أو مرض حدث أو تفاقم نتيجة للخدمة في القوات المسلحة. يجب أن تكون الإصابة قد حدثت قبل 6 أبريل 2005.[7]

## الولايات المتحدة
في الولايات المتحدة، يتم تغطية ودفع استحقاقات الإعاقة لمعظم الأميركيين من قبل إدارة الضمان الاجتماعي (وكالة حكومية). هناك برنامجان رئيسيان تديرهما إدارة الضمان الاجتماعي: التأمين ضد العجز في الضمان الاجتماعي (SSDI) والدخل الأمني التكميلي (SSI). هناك أيضًا برنامج خاص للأطفال ذوي الإعاقة. كما تقدم خمس ولايات أيضًا فوائد العجز قصير المدى للعاملين الذين أصبحوا غير قادرين على العمل مؤقتًا بسبب المرض أو الإصابة: كاليفورنيا، وهاواي، ونيوجيرسي، ونيويورك، ورود آيلاند.
يقدم التأمين ضد العجز في الضمان الاجتماعي فوائد للأفراد الذين عملوا ودفعوا ضرائب الضمان الاجتماعي. تعتمد أهلية التأمين على أرباع التغطية (QCs)، والتي تسمى عادةً "اعتمادات العمل". يتم تخصيص هذه المبالغ على أساس الأرباح لكل ربع سنة عمل فيها الفرد. تضمن أرصدة العمل التغطية حتى "تنتهي صلاحيتها" في تاريخ التأمين الأخير (DLI) الخاص بالفرد. يجب أن تثبت الأدلة الطبية أن بداية الإعاقة كانت قبل حصولهم على الإعاقة المرتبطة بالعمر لتلقي الفوائد. يصبح مستفيدو التأمين ضد العجز في الضمان الاجتماعي مؤهلين للحصول على Medicare بعد عامين من أهليتهم للحصول على التأمين ضد العجز في الضمان الاجتماعي.
يقدم برنامج الضمان الاجتماعي التكميلي (SSI) فوائد للأفراد ذوي الدخل المنخفض الذين يعانون من الإعاقة وغير قادرين على العمل، بغض النظر عما إذا كانوا قد عملوا في الماضي أم لا. يجب على الأفراد تلبية متطلبات الدخل والموارد. يوفر الضمان الاجتماعي التكميلي أيضًا فوائد للأطفال الذين تقل أعمارهم عن 18 عامًا، والذين يعانون من إعاقة والذين يكون دخل والديهم أو الأوصياء عليهم محدودًا.  يتم حساب دفعة الضمان الاجتماعي التكميلي الشهرية على أساس معدل الاستحقاق الفيدرالي (FBR)، ودخل الفرد. معظم المستفيدين من الضمان الاجتماعي التكميلي مؤهلون على الفور للحصول على ميديكيد وبرنامج المساعدة الغذائية التكميلية (SNAP)، على الرغم من أن متطلبات البرنامج تختلف حسب الولاية.
بعض الأفراد مؤهلون للحصول على كل من الضمان الاجتماعي التكميلي و التأمين ضد العجز في الضمان الاجتماعي.

### المحاربون القدامى
- برنامج الصحة والطب المدني (CHAMPVA) هو برنامج يقدم فوائد تقاسم التكاليف المخصصة لتغطية جزء من نفقات التأمين الصحي للأزواج والأطفال الباقين على قيد الحياة والذين لا يستوفون معايير تغطية التأمين الطبي TRICARE.
- يوفر برنامج المساعدة الشاملة لمقدمي الرعاية العائلية لمقدمي الرعاية من عائلات المحاربين القدامى المؤهلين مجموعة من الدعم، بما في ذلك المنح المالية، والوصول إلى التأمين الصحي، وتوفير المشورة في مجال الصحة العقلية، والتدريب لتعزيز مهارات تقديم الرعاية. يستهدف هذا البرنامج بشكل خاص مقدمي الرعاية الذين تعرض قدامى المحاربين لإصابات خطيرة أثناء أداء واجبهم.
- يخدم برنامج أعضاء عائلة كامب لوجون أزواج وأبناء المحاربين القدامى الذين أقاموا في قاعدة مشاة البحرية كامب لوجون لمدة لا تقل عن 30 يومًا بين أغسطس 1953 وديسمبر 1987. تمتد أهلية الحصول على مزايا إدارة شؤون المحاربين القدامى إلى أولئك الذين يعانون من حالات طبية محددة نتيجة للوقت الذي يقضونه في القاعدة. [19]
- يقدم برنامج مزايا الرعاية الصحية لمرضى السنسنة المشقوقة تغطية للعلاج الطبي المتعلق بالعيوب الخلقية وغيرها من الحالات الطبية المرتبطة بالسنسنة المشقوقة.
- تعويضات الإعالة والتعويض هي عبارة عن تعويضات معفاة من الضرائب، تُقدم للأزواج والأطفال وأولياء أمور المحاربين القدامى الذين أدت إعاقاتهم المرتبطة بالخدمة إلى وفاتهم.
- يعالج التعويض الخاص المرتبط بالقتال الموقف الذي يتلقى فيه المحاربون القدامى العسكريون المعاقون في نفس الوقت مدفوعات التقاعد العسكري ومدفوعات تعويض الإعاقة. تضمن هذه الفائدة حصول بعض هؤلاء المحاربين القدامى على مدفوعات إضافية معفاة من الضرائب إذا كان من الممكن أن تُعزى إعاقتهم المرتبطة بالخدمة إلى القتال، أو الواجب الخطير، أو تدريب محاكاة الحرب، أو التعرض لأسلحة معينة أو عواقبها، أو الأنشطة التي تؤدي إلى منح وسام القلب الأرجواني. [20]

## كندا
توجد في كندا مجموعة متنوعة من برامج إعانات الإعاقة العامة. إن أكبر البرامج هي خطة معاشات كندا وخطة معاشات كيبيك وإعانات الإعاقة، وبرامج تعويض العمال والمساعدات الاجتماعية الإقليمية. بالإضافة إلى ذلك، يتمتع بعض الأفراد بتغطية تأمين العجز الخاصة، والتي يتم شراؤها إما بشكل فردي أو من خلال صاحب العمل. تستخدم البرامج المختلفة قواعد مختلفة لتحديد ما إذا كان شخص ما مؤهلاً للحصول على الفوائد أم لا.

### مزايا الإعاقة في خطة معاشات التقاعد الكندية
تعتبر إعانات الإعاقة في خطة معاشات التقاعد الكندية (CPP) عبارة عن مدفوعات شهرية خاضعة للضريبة تقدمها الحكومة الفيدرالية للأفراد الذين ساهموا في خطة معاشات التقاعد الكندية وغير قادرين على العمل بسبب إعاقة شديدة وطويلة الأمد. تهدف هذه المزايا إلى تعويض الدخل المفقود جزئيًا والحفاظ على الاستقرار المالي للكنديين المؤهلين.
- يجب أن يكون عمرك أقل من 65 عامًا - ولا تتقاضى معاشًا تقاعديًا من معاشات التقاعد الكندية.
- استيفاء متطلبات المساهمة - وهو ما يعني عمومًا أنه يجب على العامل الكندي أن يكون قد ساهم في خطة المعاشات الكندية على الأرباح القابلة للتقاعد في أربع سنوات من آخر ست سنوات على الأقل، أو ثلاث سنوات من آخر ست سنوات إذا ساهم لمدة 25 عامًا أو أكثر.
- التعرف على تعريف الإعاقة - تم توضيح اختبار إعاقة خطة المعاشات التقاعدية الكندية في كندا في تشريعات خطة المعاشات التقاعدية الكندية، وتحديدًا في القسم 42 (2) (أ) من خطة المعاشات التقاعدية الكندية. وينص الاختبار التشريعي على أن الشخص لا يعتبر معاقًا إلا إذا كان يعاني من إعاقة عقلية أو جسدية شديدة وطويلة الأمد. يجب اعتبار الإعاقة "شديدة" و"ممتدة". وتُعتبر شديدة إذا كانت الإعاقة تمنع الشخص من ممارسة أي عمل مربح بشكل منتظم. يتم تعريف العمل المربح بشكل كبير بموجب التشريع على أنه العمل المربح الذي يوفر مصدرًا مهمًا للدخل أو العيش، وليس العمل التطوعي أو الهوايات. تعتبر الإعاقة طويلة الأمد إذا تم تحديدها بطريقة محددة أن الإعاقة من المرجح أن تستمر لمدة غير محددة أو من المرجح أن تؤدي إلى الوفاة. وأخيرًا، فإن مصطلح "المدة غير المحدودة" كما هو محدد في التشريع يعني أن الإعاقة لا يُتوقع أن تتحسن في المستقبل المنظور، دون تاريخ انتهاء محدد.[22]
- يجب إكمال عملية التقديم بالكامل - يجب على الفرد التقدم بنشاط للحصول على المزايا. يتضمن ذلك استكمال نماذج مختلفة، بما في ذلك تقرير طبي يتم تعبئته من قبل أخصائي الرعاية الصحية. بعد ذلك، يقوم مسؤولو CPP بمراجعة الطلب لتحديد الأهلية بناءً على الوثائق والمعايير المقدمة.

وتضمن هذه الشروط توفير إعانات الإعاقة في خطة المعاشات الكندية لأولئك الذين يعانون من إعاقات كبيرة وطويلة الأمد تؤثر على قدرتهم على العمل، والذين ساهموا في الخطة خلال سنوات عملهم.

### مزايا الإعاقة في خطة معاشات كيبيك (QPP)
إعانات الإعاقة في خطة معاشات كيبيك (QPP) هي مدفوعات مالية تُقدم للأفراد في كيبيك غير القادرين على العمل بسبب إعاقة شديدة وطويلة الأمد والذين ساهموا بشكل كافٍ في خطة معاشات كيبيك. على غرار مزايا الإعاقة في خطة المعاشات التقاعدية الكندية، تم تصميم خطة المعاشات التقاعدية في كيبيك لتقديم دعم الدخل خصيصًا لسكان كيبيك، مع الاعتراف بخطة المعاشات التقاعدية الفريدة الخاصة بهم والمنفصلة عن بقية كندا. وتساعد هذه المزايا أيضًا في الحفاظ على الاستقرار المالي للأفراد المؤهلين، وهي خاضعة للضرائب.

### إعانة المرض من تأمين العمل (تأمين EI)
التأمين على العمل هو خطة فوائد تقدم مساعدة مالية مؤقتة للأفراد الذين لا يستطيعون العمل بسبب المرض أو الإصابة أو الحجر الصحي.
لكي تكون مؤهلاً لتلقي فوائد مرض EI:
- تم تخفيض دخل الفرد بنسبة 60٪ على الأقل
- هو/هي موظف في وظيفة قابلة للتأمين
- تم تجميع ما لا يقل عن 600 ساعة في الفترة التأهيلية[24]

لا يحق للأشخاص الحصول على هذه المزايا إلا إذا كانوا غير قادرين على العمل بسبب مرضهم أو إصابتهم أو الحجر الصحي، ولكنهم سيكونون قادرين على العمل بخلاف ذلك. لتلقي إعانة مرض EI، يلزم الحصول على شهادة طبية موقعة من الطبيب.
للتأهل للحصول على التأمين على البطالة، يجب أن يكون لديك عدد مطلوب من ساعات العمل المؤمن عليها، والتي تستخدم لحساب فترة استحقاقك، ويجب تجميع ساعات العمل المؤمن عليها هذه طوال فترة التأهيل.
فترة التأهيل:
- فترة 52 أسبوعًا قبل تاريخ المطالبة بالتأمين على البطالة
- تاريخ بدء فترة استحقاق التأمين على البطالة السابقة إلى تاريخ بدء التاريخ الجديد[25]

ومن المهم أن نلاحظ أن حالة كل فرد تختلف وقد تختلف المتطلبات من حالة إلى أخرى. ولكن الطريقة العامة لحساب فوائد التأمين على البطالة هي 55% من متوسط الدخل الأسبوعي القابل للتأمين. الحد الأقصى للمبلغ الذي يمكنك التأهل له اعتبارًا من 1 يناير 2018 هو 51700 دولارًا. عادةً لا يمكن دفع فوائد مرض التأمين على البطالة إلا لمدة تصل إلى 15 أسبوعًا، ولكنها قد تختلف اعتمادًا على المدة التي لا يتمكن فيها الفرد من العمل.
يتم حساب استحقاقات المرض الأسبوعية من برنامج التأمين على البطالة على أساس الدخل قبل خصمه خلال "أفضل الأسابيع" للأفراد. أفضل الأسابيع هي الأسابيع التي حصل فيها الفرد على أكبر مبلغ، بما في ذلك أي إكراميات أو عمولات، ويتم اختيار أفضل الأسابيع من الفترة المؤهلة.
في كندا، ستستخدم المناطق ذات معدلات البطالة المرتفعة أفضل 14 أسبوعًا، وفي المناطق ذات معدلات البطالة المنخفضة ستستخدم أفضل 35 أسبوعًا.

### إعانات الإعاقة الخاصة (الإعاقة طويلة الأمد)
في كندا، هناك مصدران رئيسيان لفوائد العجز الطويل الأمد الخاصة المتاحة للجمهور:
- تأمين العجز الفردي، والذي يقدم فوائد استبدال الدخل الشخصية للأفراد غير القادرين على العمل بسبب الإعاقة. يتم شراؤها شخصيًا من وسيط تأمين مرخص، وتوفر تغطية مصممة خصيصًا بناءً على دخل الفرد واحتياجاته، مع دفع الفوائد بعد فترة انتظار محددة. يسمح هذا النوع من السياسات بالمرونة في خيارات التغطية وفترات الاستفادة.

- يقدم تأمين العجز الجماعي، الذي يقدمه أصحاب العمل أو الجمعيات، عادة بديلاً للدخل الموحد للأعضاء غير القادرين على أداء وظائفهم بسبب الإصابة أو المرض. تُعد المزايا متسقة بين جميع الأعضاء، ويتم الاكتتاب عليها دون فحص طبي، مع فترات انتظار أقصر عمومًا وتكاليف أقل محتملة. ومع ذلك، فإن التغطية أقل تخصيصًا وتعتمد على انتماء الفرد إلى المجموعة المقدمة.

عادة ما يتضمن التأهل للحصول على مزايا العجز الطويل الأمد الفردية أو الجماعية في كندا إثبات مقدم الطلب أنه غير قادر على أداء واجبات وظيفته بسبب الإعاقة الناجمة عن المرض أو الإصابة. في البداية، تستخدم معظم السياسات بند "المهنة الخاصة"، وهو ما يعني أن الشخص سيعتبر معاقًا إذا كان غير قادر على أداء الواجبات الأساسية لعمله الخاص. هذا هو المعيار المعتاد للسنتين الأوليين من الإعاقة ضمن معظم سياسات الإعاقة طويلة الأمد في كندا.
بعد مرور عامين، عادة ما يكون هناك تغيير في تعريف الإعاقة الكلية حيث تتحول المعايير إلى أحكام "أي مهنة". وبموجب هذا المعيار الأكثر صرامة، لكي يستمر مقدم الطلب في تلقي الفوائد، يجب أن يكون غير قادر على أداء واجبات أي وظيفة يكون مناسبًا لها بشكل معقول من حيث التعليم أو التدريب أو الخبرة. وهذا يعني أنه بعد مرور عامين، حتى لو لم يتمكن الشخص من العودة إلى وظيفته السابقة، فقد يظل من الممكن اعتباره قادرًا على أداء عمل مختلف.
إن فهم هذه الأحكام وكيفية تطبيقها بمرور الوقت أمر بالغ الأهمية لأولئك الذين يسعون إلى التنقل في نظام إعانات العجز الطويل الأمد في كندا.